# Roger Langevin
Pour les articles homonymes, voir Langevin.
Roger Langevin est un sculpteur, artiste des arts visuels, Art public et professeur canadien (québécois). Né à La Doré, au Lac-Saint-Jean, le 26 janvier 1940, il réside et travaille à Rimouski.

## Biographie

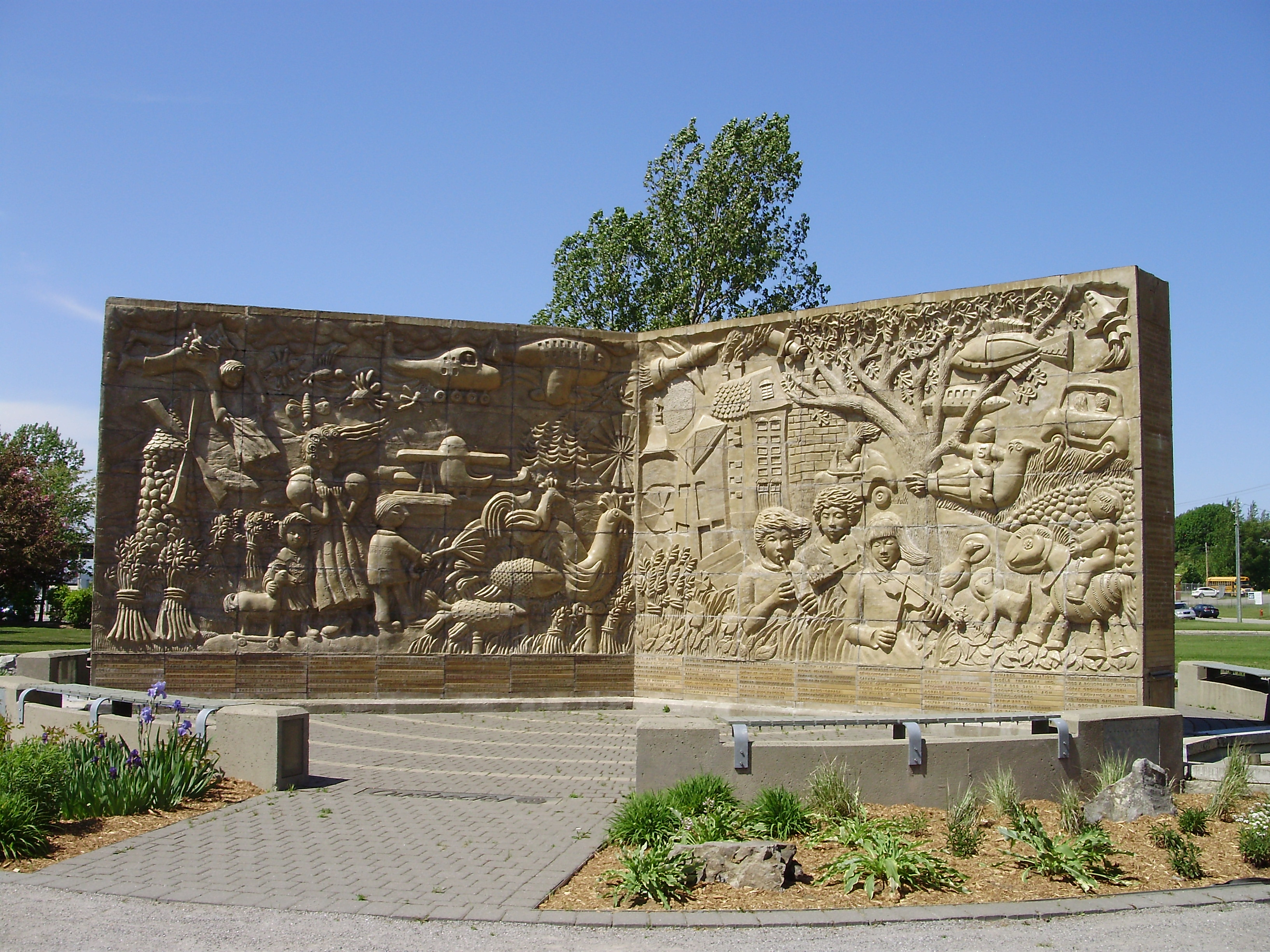
Le Trimural du millénaire est une sculpture-fontaine de 120 tonnes (Rimouski).

Roger Langevin s'installa à Rimouski en 1994. Et depuis, ses sculptures, œuvres monumentales d'Art public se retrouvent partout dans la région, ainsi qu'à divers endroits du Québec et en Ontario, de même qu'à l'extérieur du pays: à Compton en Angleterre, à Monterey au Mexique, à la Grande bibliothèque d'Alexandrie en Égypte, en Côte d'Ivoire, ainsi qu'en France.
De plus, il a été professeur d’art à l’Université du Québec à Rimouski (UQAR) pendant 20 ans.Puis retraité de UQAR en 2014.
Et il avait reçu la distinction Alcide C. Horth, décernée chaque année à un professeur ou un chercheur, pour le récompenser de l'excellence de son travail au niveau universitaire, et accompagnée d'une bourse de recherche avec cette distinction.
En 2020, il crée une sculpture de l'écrivain Dany Laferrière à l'occasion du 5e anniversaire de réception de ce dernier à l'Académie française. Selon Roger Langevin, « l’œuvre ne peut logiquement être installée qu’à deux endroits, soit Petit-Goâve, où Laferrière a passé son enfance, soit Montréal, lieu de naissance de l’écrivain à son métier. Le 13 octobre 2020, la Grande Bibliothèque, située à Montréal, accueille dans son jardin d’art cette sculpture.
Le 30 octobre 2023 eut lieu l’inauguration de l'œuvre monumental Train de vies . Elle est composée de dix personnages en cinq duos distincts. L’œuvre acquise mesure plus de 17 mètres de longueur et 2 mètres de hauteur. Dorénavant l'œuvre siège à la Technopôle Angus, sur la place Léopold Beaulieu à l’est de Montréal.
En 2024 le sculpteur raffine toujours sans cesse son style et ses techniques de travail. L’artiste Langevin explique : Je commence d’abord par dessiner plusieurs esquisses, je sculpte ensuite une maquette en trois dimensions puis j’agrandis celle-ci dans un matériau léger(du styromousse enrobé de treillis métallique), et à la toute fin, je recouvre à la spatule les formes ainsi obtenues au moyen d'une pâte appelée « résilice » (mélange composé de résine, de silice et de fibre de verre).
En mai 2025 le sculpteur Roger Langevin a été sélectionné le 8 mai dernier dans un concours, pour réaliser l’œuvre dédiée à André Fortin leader et chanteur du groupe Les Colocs l’inauguration de la sculpture est prévue pour le mois de novembre 2025 au Parc du Centenaire à Normandin (Québec) région du Saguenay-Lac-Saint-Jean. Pour souligner et commémorer l’artiste musicien Dédé Fortin au 25e anniversaire de son décès tragique.
Un grand artiste avec plus de 90 sculptures monumentales datées de 2020 un sculpteur des plus prolifiques au Canada. Ses œuvres se retrouvent aux quatre coins du Québec et en Ontario, ainsi que dans d'autres pays. Présentement en 2024, Langevin est toujours très créatif, avec plusieurs réalisations récentes faites à son atelier de Rimouski.

## Formation
- 1959-63[13] :École des beaux-arts de Montréal.

- 1969-70 : Baccalauréat spécialisé en enseignement des arts plastiques[14]

- 1971-72 : Diplôme d’études approfondies en lettres et en arts à l’Université de Provence (Aix-Marseille)[15].

- 1993-95 : Diplôme d’études approfondies en Lettres et Arts (DEA)[16], Scolarité de doctorat. Université de Provence (Aix-Marseille) France.

- 1995 : Mémoire de DEA  (Une vie pour sculpter, livre de 358 pages) déposé à l’Université de Provence en  France, et à l’Université du Québec à Rimouski (UQAR)[17]. Et publié aux Éditions GID en 2011.

## Sculptures monumentales

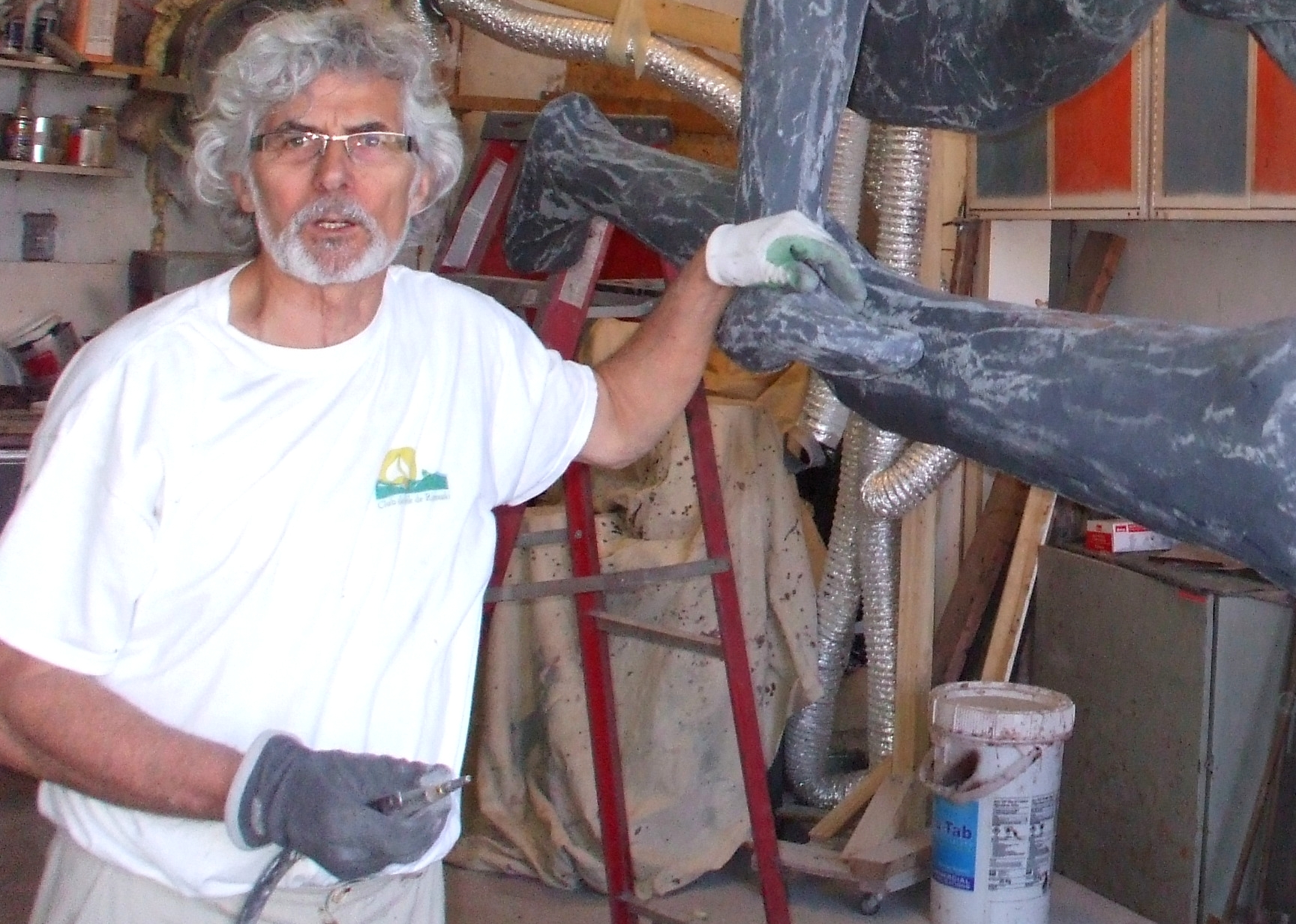
Roger Langevin en plein travail sur sa sculpture Jeux aquatique, à son atelier (juin 2012)

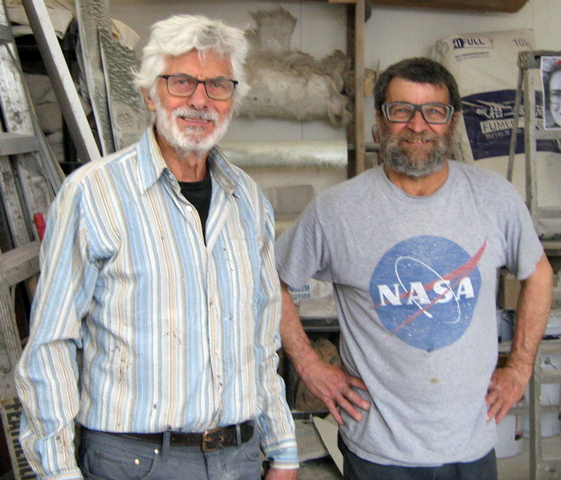
Le sculpteur et son assistant de longue date, Jean-François Beaulieu

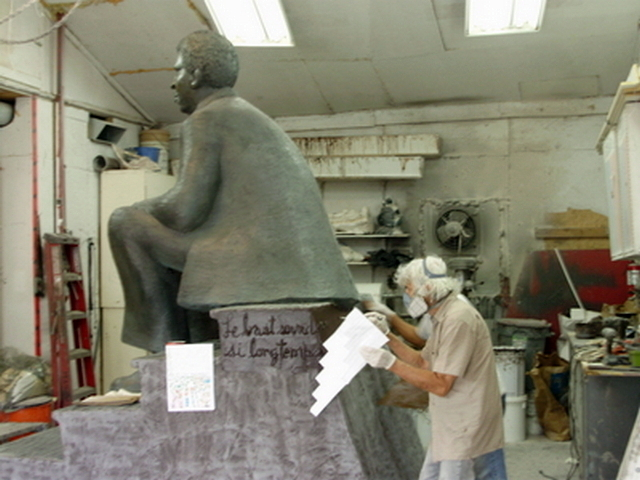
Roger Langevin sculpteur en pleine création en 2019-20 de Dany Laferrière écrivain, et l'oeuvre est au nom de L'Exil vaut le voyage

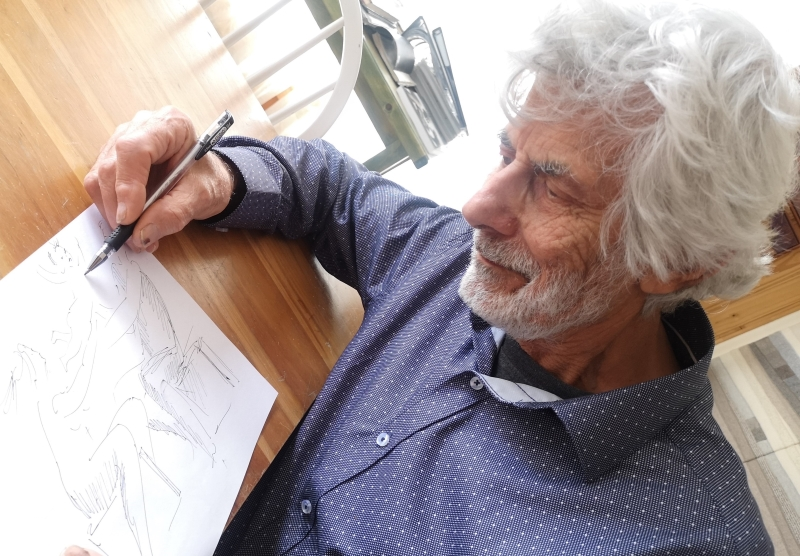
Avril 2024 Roger Langevin dessinant une première esquisse en prévision d'une sculpture monumentale du nom de Famille jouant ou Family Playing. Et qui se trouve maintenant en Ontario

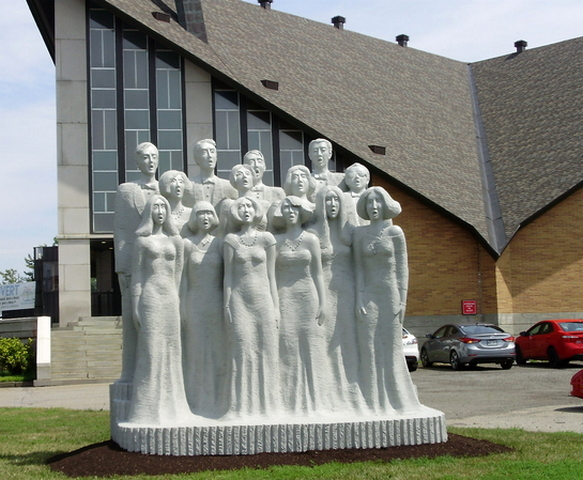
La Chorale grandiose et disposé devant l'ancienne église de Rimouski-est au Québec

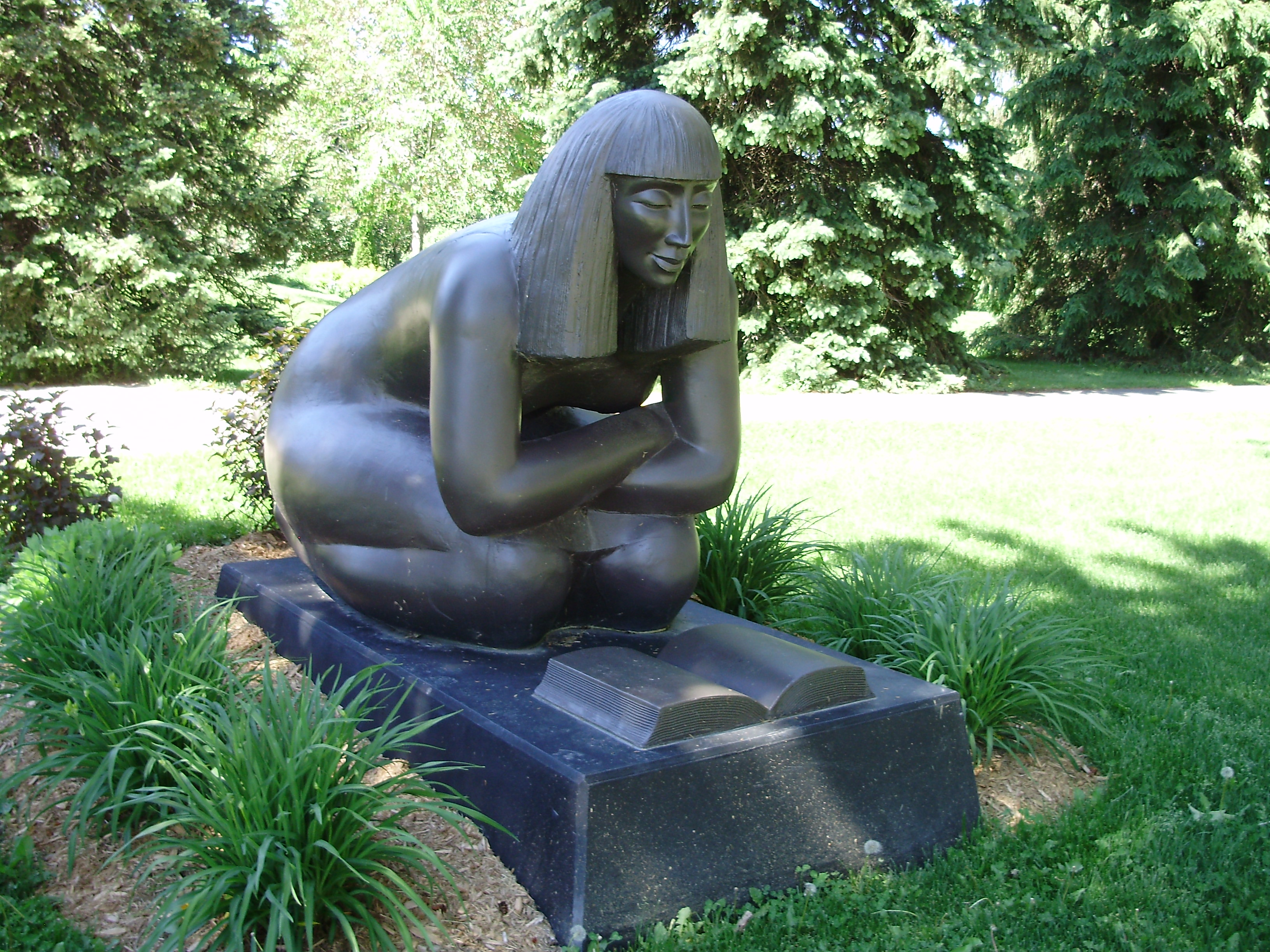
La Lectrice sculpture de style égyptien, devant la bibliothèque Lisette-Morin de Rimouski.

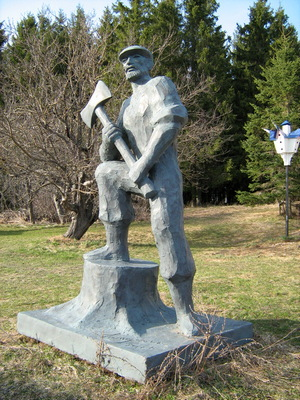
Le Forestier Le Bucheron Québécois d'antan

| Années       | Liste incomplète des sculptures            |
| ------------ | ------------------------------------------ |
| 1971-1980    | Les pionniers de Palmarolle                |
| 1971-1980    | Je renonce à mourir                        |
| 1971-1980    | Le Draveur                                 |
| 1971-1980    | Le Tromboniste                             |
| 1981-1990    | Les Travailleurs                           |
| 2018         | La Bolduc                                  |
| 2019         | Coureur des Bois                           |
| 1981-1990    | Les Liens du sang                          |
| 1981-1990    | L'Arbre                                    |
| 1981-1990    | Le Temps de vivre                          |
| 1981-1990    | Sculpture-jeu                              |
| 1981-1990    | Les Baigneurs                              |
| 1981-1990    | Nos traces, un héritage                    |
| 1981-1990    | Les Pêcheurs                               |
| 1981-1990    | Debout! Monument à Félix-Leclerc           |
| 1991-2000    | Les Pionniers                              |
| 1991-2000    | Magimage                                   |
| 1991-2000    | Le Couple, dit Les Amoureux                |
| 1991-2000    | Cénotaphe Henri-Menier                     |
| 1991-2000    | Le Défricheur, dit Jos Montferrand         |
| 1991-2000    | Les Bâtisseurs                             |
| 1991-2000    | La Porte de l'avenir                       |
| 1991-2000    | Le Trimural du Millénaire                  |
| 2001-2010    | Jeune famille                              |
| 2001-2010    | Les Yeux du cœur                           |
| 2001-2010    | La Décision                                |
| 2001-2010    | La Grande Nageuse                          |
| 2001-2010    | La Lectrice                                |
| 2001-2010    | La Plongeuse                               |
| 2001-2010    | Les trois Patineuses                       |
| 2004         | Marcel Pepin (Portrait relief)             |
| 2010         | La Famille (En 3 exemplaires)              |
| 2001-2010    | Les Générations                            |
| octobre 2011 | La Consolante                              |
| 20 août 2011 | L'Enfant disparu                           |
| 2011-        | Cerf-volant                                |
| 2011-        | La Première envolée                        |
| 2011 -       | Amour fou                                  |
| 2012-        | Lutte aquatiques                           |
| 2013- 2016   | L'esseulée                                 |
| 2020         | L'Exil vaut le voyage                      |
| 2022         | Le Forestier                               |
|              | Le travail invisible 1 (Un personnage)     |
| 2024         | Le travail invisible 2 (Trois personnages) |
| 2023-24      | Joie familiale                             |

## Prix et distinctions et autres
- Médaille du Ministère de la culture d'Égypte remise le 8 octobre 2009[19] lors de l'implantation de la sculpture La famille à la Grande bibliothèque d'Alexandrie en Égypte.

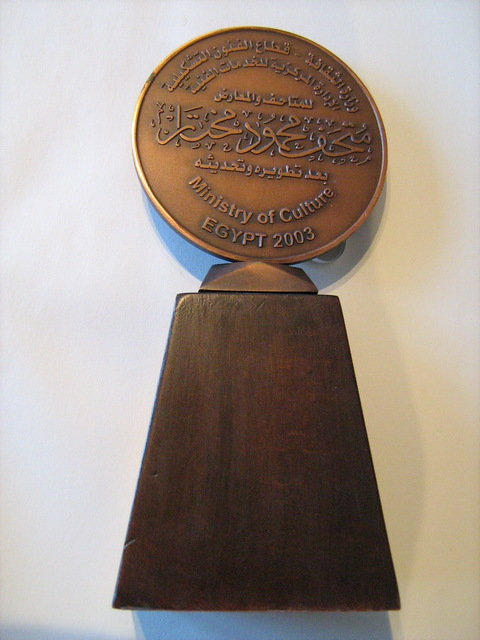
Médaille du Ministère de la culture de l'Égypte offerte à Roger Langevin

- 2022 : Médaille de l'Assemblée nationale du Québec (le 29 juin)[20].

- 2021 : Reçu Membre de l’Ordre du Bleuet au Saguenay , Lac St-Jean[21] (Les Bleuets est le surnom des gens du Saguenay et du Lac St-Jean, due à l'abondance de ce petits fruits.)

- 2004 : Il a reçu la Distinction Alcide C. Horth, décernée chaque année à un professeur ou un chercheur de l'UQAR, pour le récompenser de l'excellence de son travail[22].

- 2000-2001 : Il a écrit son autobiographie Une vie pour sculpter  publiée en 2001 aux Éditions GID[23].

- Le cinéaste Russell Ducasse a réalisé un film documentaire Qui est Roger Langevin ?[24] qui permet de mieux comprendre l’artiste ainsi que ses techniques de travail[25].

- 2006 : Pour la sculpture Les pêcheurs, le prix des Arts de La ville de l’Étang du Nord (Îles-de-la-Madeleine)[26].

- 2001 : Intronisation au Cercle d’Excellence de l’Université du Québec[27].

- 1999 : 2e prix au Concours national canadien de sculpture-emblème dans le cadre des Jeux de la francophonie (Sénégal)[28].

- 1972 : Médaillé d’honneur, XlVième Salon des Beaux-arts de Carcassonne en France[29].

## Liste incomplète de ses réalisations
| Nom de la sculpture                | Lieu permanent de l'œuvre                                                                             | Date ou autres                                                              | Année          |
| ---------------------------------- | --- | --------------------------------------------------------------------------- | -------------- |
| La Fille à la Pomme                | 12 bronze au Québec                                                                                   | Technique d’expression: En bronze en 12 copies / 33 cm x 17.8 cm x 16.50 cm |                |
| L'Enfant Disparu                   | Le Mausolée St-Germain de Rimouski (cimetière) à gauche de l'entrée.                                  | En juin                                                                     | 2011           |
| Cerf-volant                        | Devant la Caisse populaire de Matane                                                                  | Le 20 août                                                                  | 2011           |
| La Famille (1)                     | À Mont-Laurier, dans les Laurentides                                                                  |                                                                             |                |
| La Famille (2)                     | Érigée rue Saint-Jean-Baptiste ouest à l'avant de la Maison des Familles de Rimouski                  |                                                                             |                |
| La Famille (3)                     | La Grande Bibliothèque, de la ville d’Alexandrie en Égypte                                            | Le 8 octobre                                                                | 2010           |
| Les Générations                    | Manoir Les générations de Rimouski (Dans la cour intérieure de l'édifice)                             |                                                                             | 2010           |
| La Lectrice                        | Devant la bibliothèque Lisette-Morin de Rimouski                                                      | Le 21 octobre                                                               | 2010           |
| La Plongeuse                       | À Gaspé                                                                                               |                                                                             | 2008           |
| La Grande Nageuse                  | Devant le pavillon Empress au Site Historique de Pointe-au-Père                                       |                                                                             | 2007           |
| Marcel Pepin                       | Dans le hall d'entrée de l'édifice de la CSN à Montréal                                               | Le 24 novembre                                                              | 2004           |
| Les Yeux du Cœur                   | Près de l'entrée principale du Centre hospitalier de Rimouski (CHRR)                                  |                                                                             | 2002           |
| Le Trimural du Millénaire          | Grandiose et érigé à l'est du Parc Beauséjour de Rimouski                                             | Énorme sculpture fontaine à 3 murales en forme de Y                         | 2000           |
| La Porte de l'Avenir               | Au centre communautaire Elgar, L'Île-des-Sœurs, Verdun                                                | 2,38 m. x 2,1 m. x 0,42 m.                                                  | 2000           |
| La Chorale                         | Près de l'ancienne église de Rimouski-est                                                             |                                                                             | 2017-18        |
| Cénotaphe Henri-Menier             | Port-Menier ( Île d'Anticosti )                                                                       |                                                                             | 1996           |
| Les Amoureux                       | Cour intérieure de l'université du Québec à Rimouski (UQAR)                                           |                                                                             | 1995           |
| Debout ! Monument Félix-Leclerc    | Parc Lafontaine au Plateau Mont-Royal (Montréal)                                                      | 3,5 m. x 1,70 m. x 1,5 m.                                                   | 1990           |
| Les Pêcheurs                       | L'Étang-du-Nord à Les Îles-de-la-Madeleine                                                            | Technique d’expression: en Béton armé                                       | 1990           |
| Nos Traces en Héritage             | Au Jardin de la nature (Laval)                                                                        |                                                                             | 1989           |
| Les Baigneurs                      | Lac-des-Îles (Mont-Laurier)                                                                           |                                                                             | 1987           |
| Les travailleuses et travailleurs  | Édifice de la CSN, Avenue De Lorimier, Montréal                                                       | Technique d’expression: en Béton armé                                       | 1981           |
| Le Swipper                         | À Price (Québec)                                                                                      |                                                                             | 2007 ±         |
| Le Tromboniste                     | Lac-Duparquet (en Abitibi-ouest)                                                                      |                                                                             | 1980           |
| Monument au Soldat Disparu         | Devant l'Hôtel de Ville Amqui                                                                         |                                                                             | 1990 ±         |
| Le Draveur                         | Parc Toussaint-Lachapelle à Mont-Laurier                                                              |                                                                             | 1979           |
| Le Grand six Pieds                 | Lac-Saguay dans les Hautes-Laurentides                                                                |                                                                             |                |
| L'Adolescent                       | Dans les Hautes-Laurentides                                                                           | Technique d’expression: en Grès                                             | 1979 ±         |
| La Décision                        | À l'intérieur de l'édifice Fondaction de la CSN (Montréal)                                            |                                                                             |                |
| Monument Félix-Gabriel-Marchand    | Saint-Jean-sur-Richelieu                                                                              |                                                                             |                |
| Les Premiers Pas                   | À Magog en Estrie                                                                                     |                                                                             |                |
| Le Défricheur, dit Jos Montferrand | À St-Aimé-du-Lac-des-Îles à Mont-Laurier                                                              |                                                                             |                |
| Jeune Famille                      | À Sainte-Blandine de Rimouski                                                                         | Pour les 125 ans d’existence de Sainte-Blandine (Québec)                    | 2007           |
| La Consolante                      | Maison Marie-Élisabeth au 76, 2e rue est Rimouski (Dans la cour intérieure)                           | (Maison de fin de vie)                                                      | 2011 octobre   |
| Les Bâtisseurs                     | Jardin des sculptures au Parc Beauséjour de Rimouski                                                  | Technique d’expression: Béton armé et de fer. / 7 m. x 10,3 m. x 10,6 m.    | 1996           |
| Les trois Patineuses               | L'inauguration au Parc Beauséjour de Rimouski                                                         | Le 27 août                                                                  | 2012           |
| Première Envolée                   | L'inauguration au Parc Beauséjour de Rimouski                                                         | Le 27 août                                                                  | 2012           |
| Amour Enjoué                       | L'inauguration au Parc Beauséjour de Rimouski                                                         | Le 27 août                                                                  | 2012           |
| Jeux Aquatiques                    | L'inauguration au Parc Beauséjour de Rimouski                                                         | Le 27 août                                                                  | 2012           |
| Rencontre Sous-Marine              | L'inauguration au Parc Beauséjour de Rimouski                                                         | Le                                                                          | 2014           |
| Le Tourbillon                      | L'inauguration au Parc Beauséjour de Rimouski                                                         | Le                                                                          | 2014           |
| Passage à Gué                      | L'inauguration au Parc Beauséjour de Rimouski                                                         | Le                                                                          | 2014           |
| Danse                              | | Le                                                                          | 2012           |
| Enchantement                       | | Le                                                                          | 2014           |
| L'esseulée                         | Cette sculpture a été faite en 12 exemplaires                                                         |                                                                             | De 2013 à 2016 |
| Champion                           | L'installation à Hôtel de Ville de Les Hauteurs près de Rimouski                                      | Jean-François Caron (homme fort), sept fois champion Canadien               | 2023           |
| Coureur des Bois                   | | Le                                                                          | 2019           |
| Les Fondateurs                     | Implantée au parc Matha-Constantineau à Notre-Dame-de-Pontmain, lors de son 125e anniversaire en 2019 | Le 29 mai                                                                   | 2019           |
| Le Médecin                         | Centre de santé du littoral de Pointe-au-Père                                                         | Le                                                                          |                |
| Dr William Wakeham Explorateur     | Ville de Gaspé                                                                                        | Le                                                                          | 2014           |
| Lien Mère-Fille                    | Collection privé Rimouski                                                                             | Le                                                                          |                |
| L'exil Vaut le Voyage              | L'installation dans le jardin d'art de la Grande bibliothèque, Montréal                               | Le 13 octobre                                                               | 2020           |
| Train de vies                      | L’œuvre est à la Technopôle Angus, place Léopold Beaulieu à l’est de Montréal                         | Le 30 octobre                                                               | 2023           |
| Famille jouant / Family Playing    | À Oshawa en Ontario                                                                                   | En Juin                                                                     | 2024           |
| La Porte de la Paix                | En face de la Basilique à St-Anne-de-Beauprés                                                         | Le                                                                          | 2023           |

## Bref historique de quelques sculptures
- Les trois Patineuses: Profondément touché par le décès tragique des trois jeunes femmes, membre du Club de patinage artistique de Rimouski, survenu accidentellement dans un accident de la route janvier 1998. Roger Langevin décida de créer une œuvre à leur mémoire. Les Patineuses sculpture grandiose de 3 mètres de hauteur par 10 mètres de longueur. On y voit les trois patineuses se tenant les mains en exécutant un demi-cercle[39].

- Le grand six pieds: Fait référence à la chanson de 1965 de Claude Gauthier, chanteur québécois originaire du Lac Saguay dans les Hautes-Laurentides[40].
- Le Couple, dit Les amoureux: Mystérieuse disparition de la sculpture de la cour intérieure de l’Université du Québec à Rimouski à l'automne 2009. La sculpture a été retrouvée dans une résidence de la ville, le 18 décembre 2009. Puis elle a repris sa place initiale à l'UQAR septembre 2010[41].

- La Famille: Le 8 octobre 2009 présent en Égypte, Roger Langevin a offert sa sculpture à la Grande Bibliothèque. (Bibliotheca Alexandrina)  Située dans la ville d’Alexandrie, un des berceaux de la sculpture[19].

- L'esseulée: Cette sculpture a été faite en 12 exemplaires identiques, dont 10 sont dispersées dans différentes villes du Québec, qui en ont fait l'acquisition. L'intimidation et le harcèlement est le thème principal de cette œuvre qui nous fait voir une jeune femme solitaire qui est harcelée par deux jeunes assis à sa droite[42].

- William Wakeham  de Gaspé, médecin, puis inspecteur des pêches et explorateur[43]. Cette sculpture en son hommage, nous rappelle la prise de possession du Grand-Nord canadien. Par ce navigateur et explorateur le 17 août 1897. Ce grand territoire presque inhabité et très hostile devient alors grâce à lui, partie intégrante du Canada.

## Photo des sculptures de l'artiste

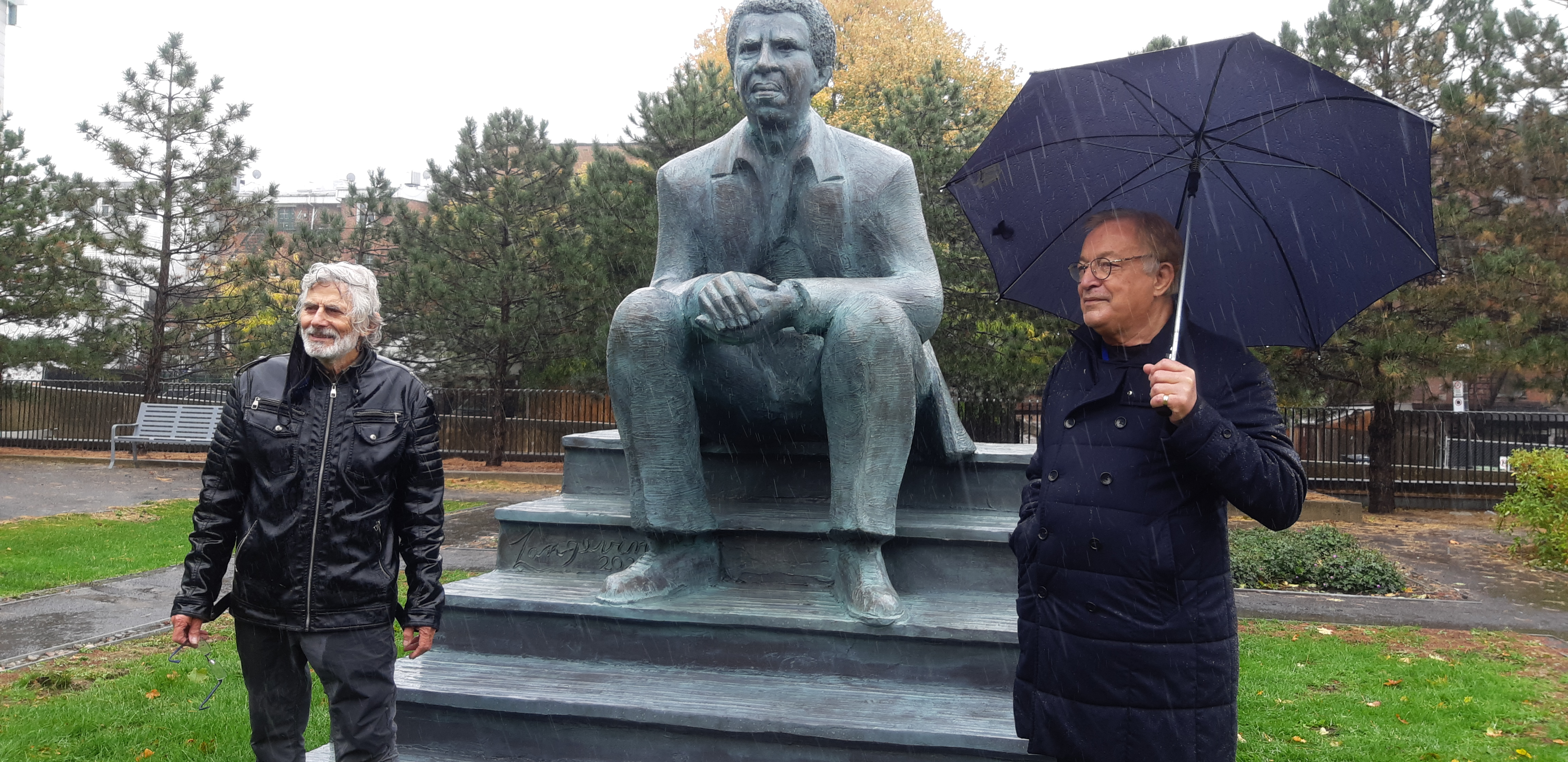
L'Exil vaut le voyage, en place le 13 octobre 2020, une œuvre sculptée par Roger Langevin rendant hommage à Dany Laferrière, écrivain
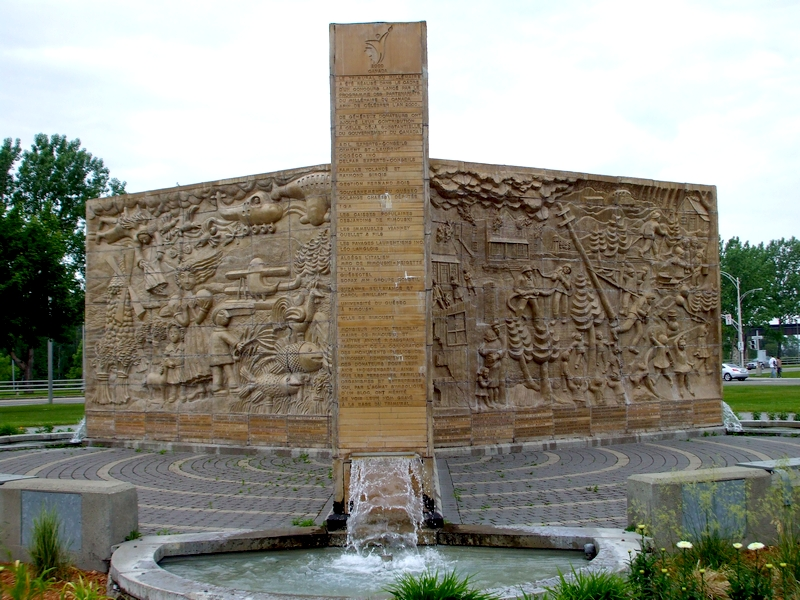
Le Trimural, grandiose sculpture-fontaine à l'est du Parc Beauséjour
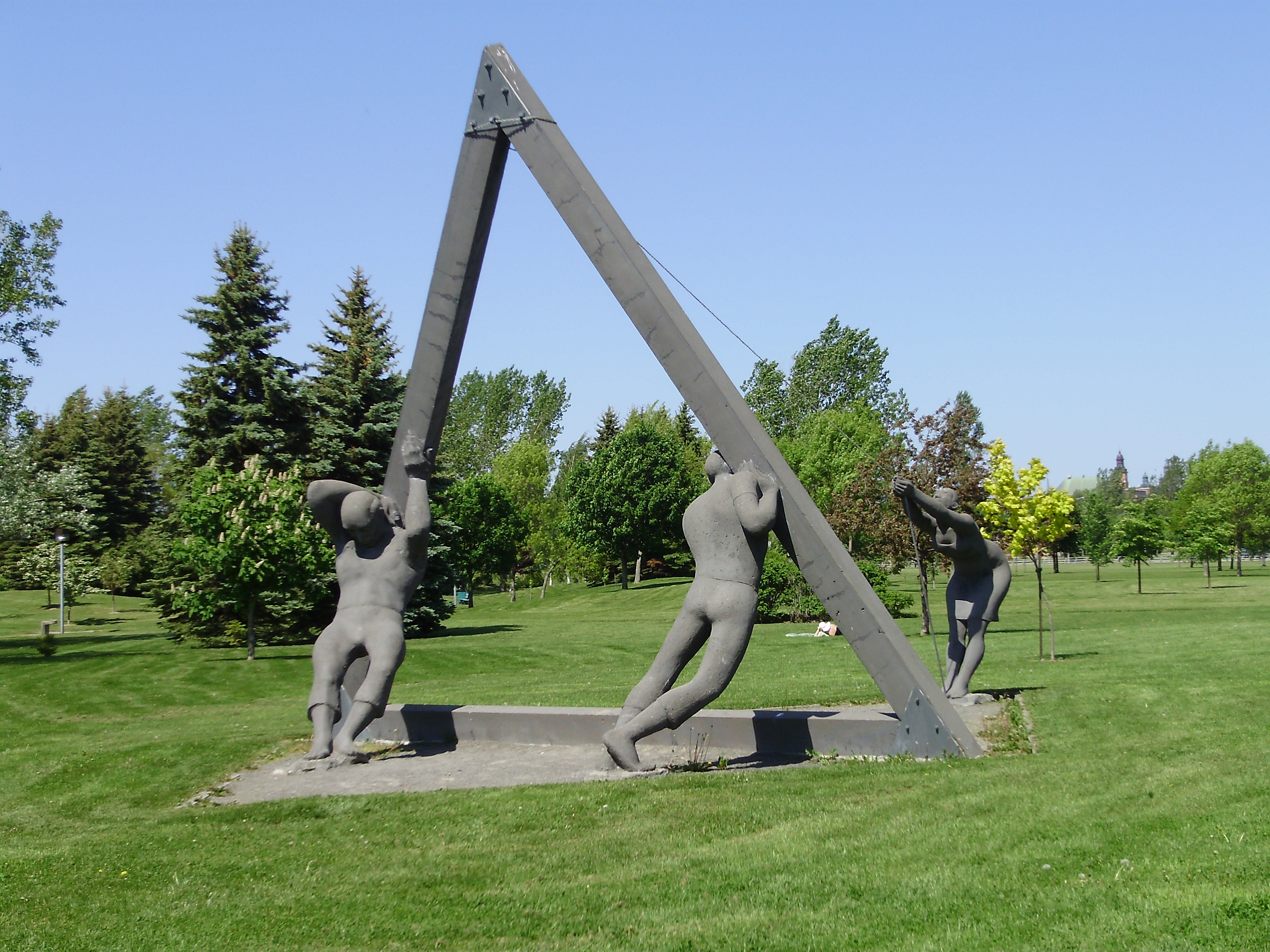
Les bâtisseurs, érigé en 1996 au Parc Beauséjour de Rimouski
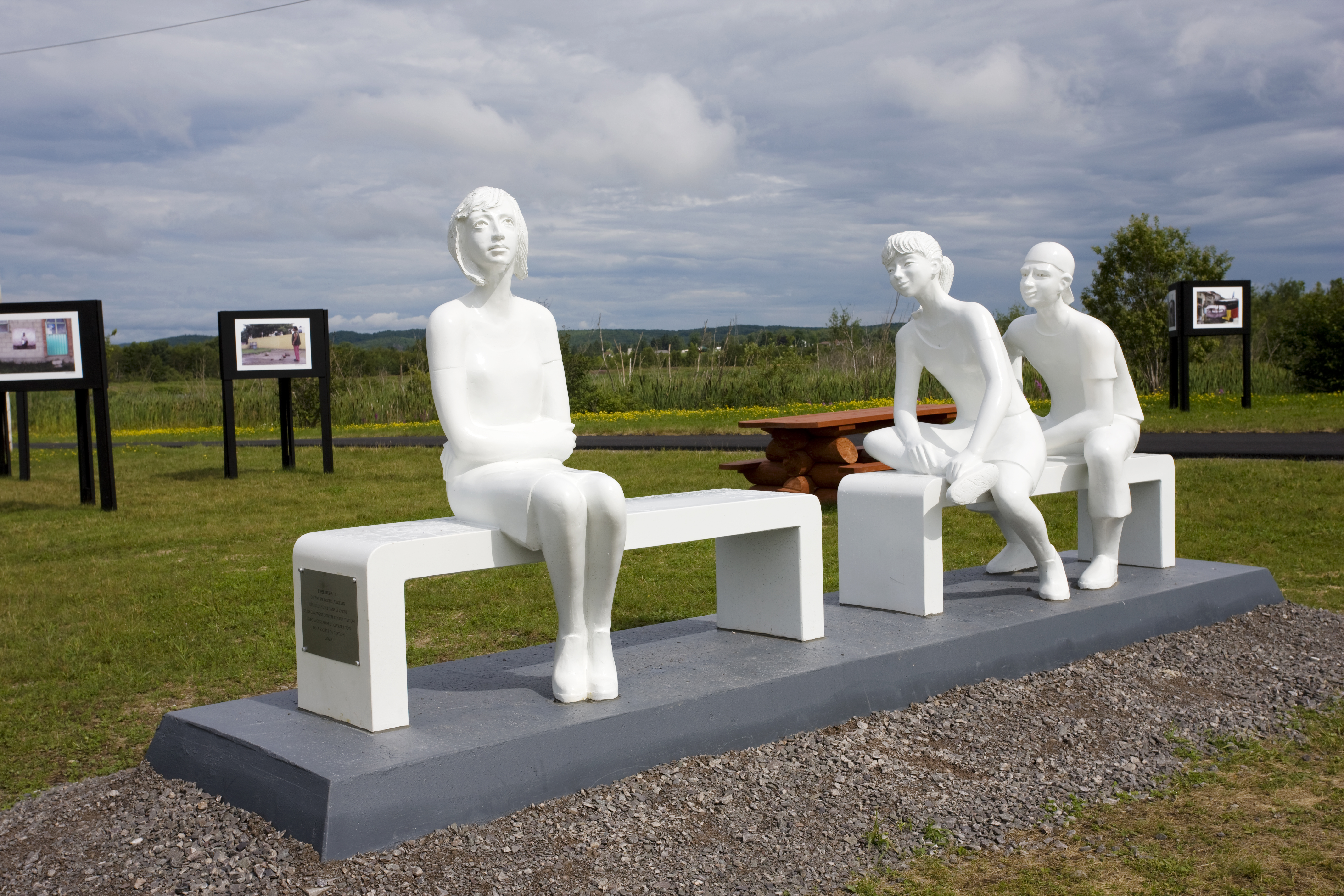
L'esseulée, cette sculpture sur l'intimidation a été faite en 12 exemplaires
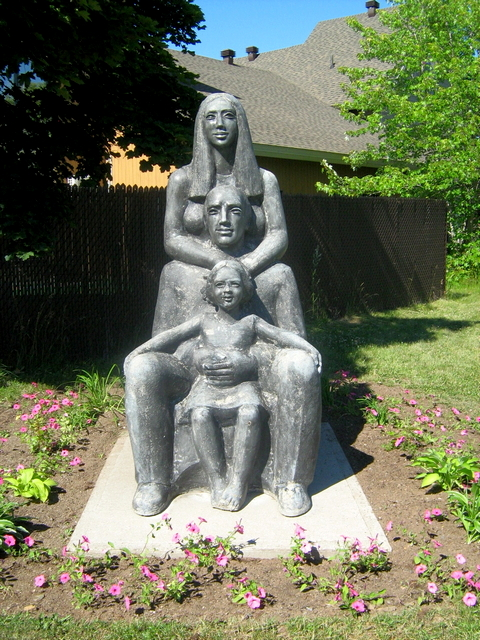
La Famille, sculpture de Langevin, érigé rue Saint-Jean-Baptiste ouest à Rimouski. Et une deuxième est exposée en Égypte
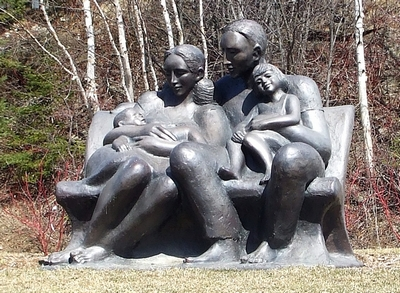
Jeune famille, sculpture pour souligner les 125 ans de Sainte-Blandine de Rimouski en 2007
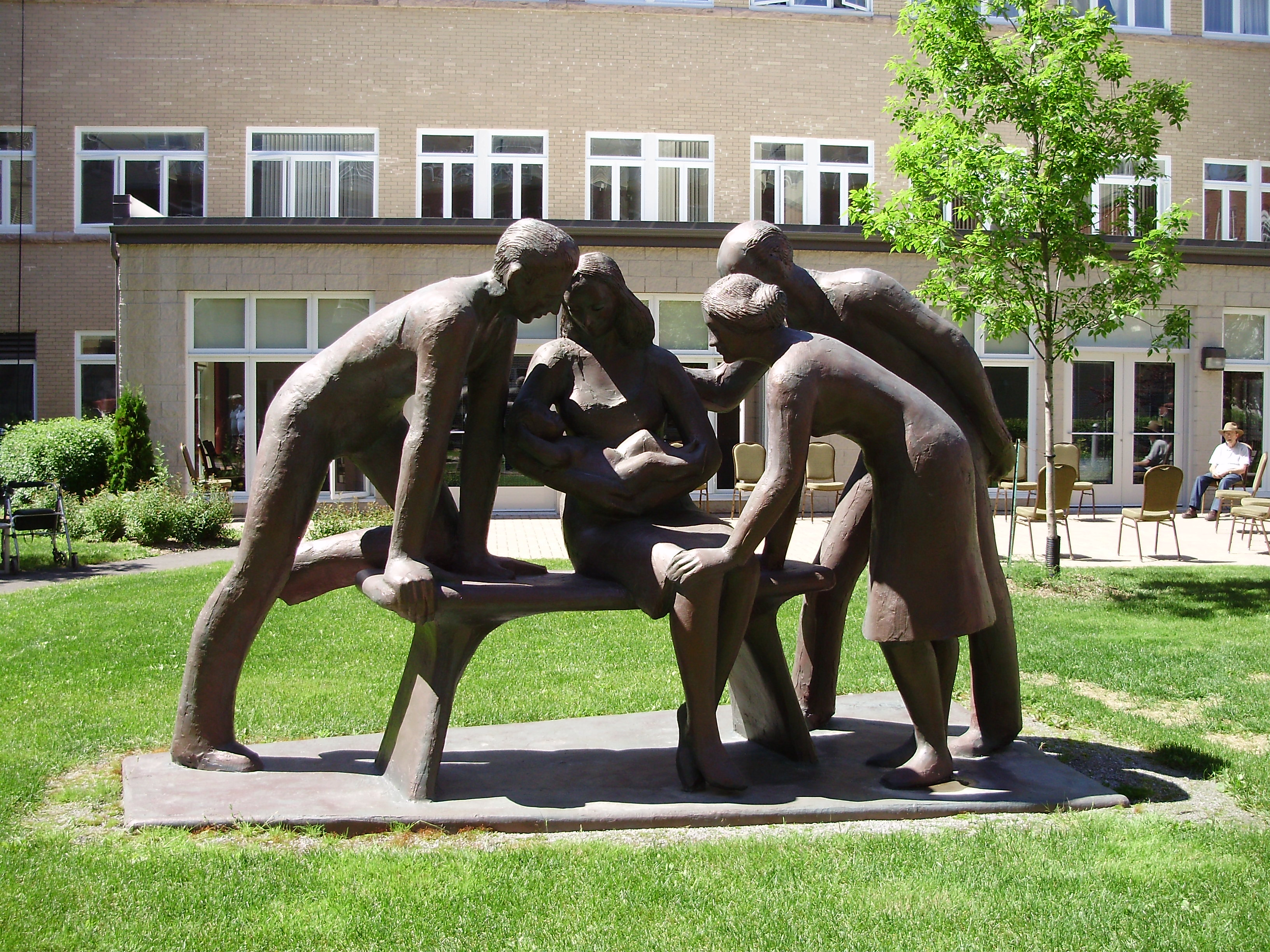
Les Générations, grandiose sculpture de l'artiste, au Manoir Les générations de Rimouski
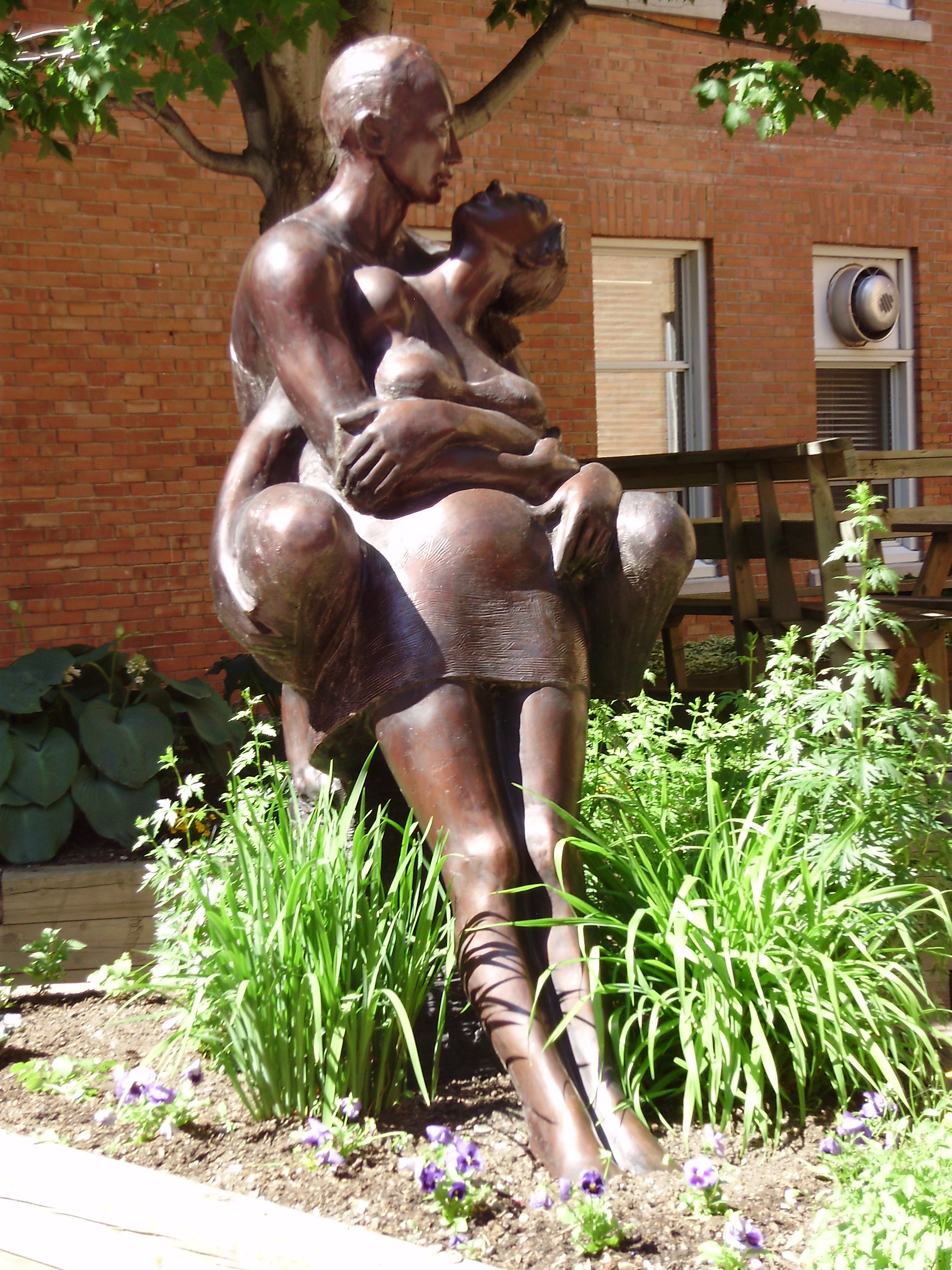
Les amoureux, érigé dans la cour intérieure de l’UQAR
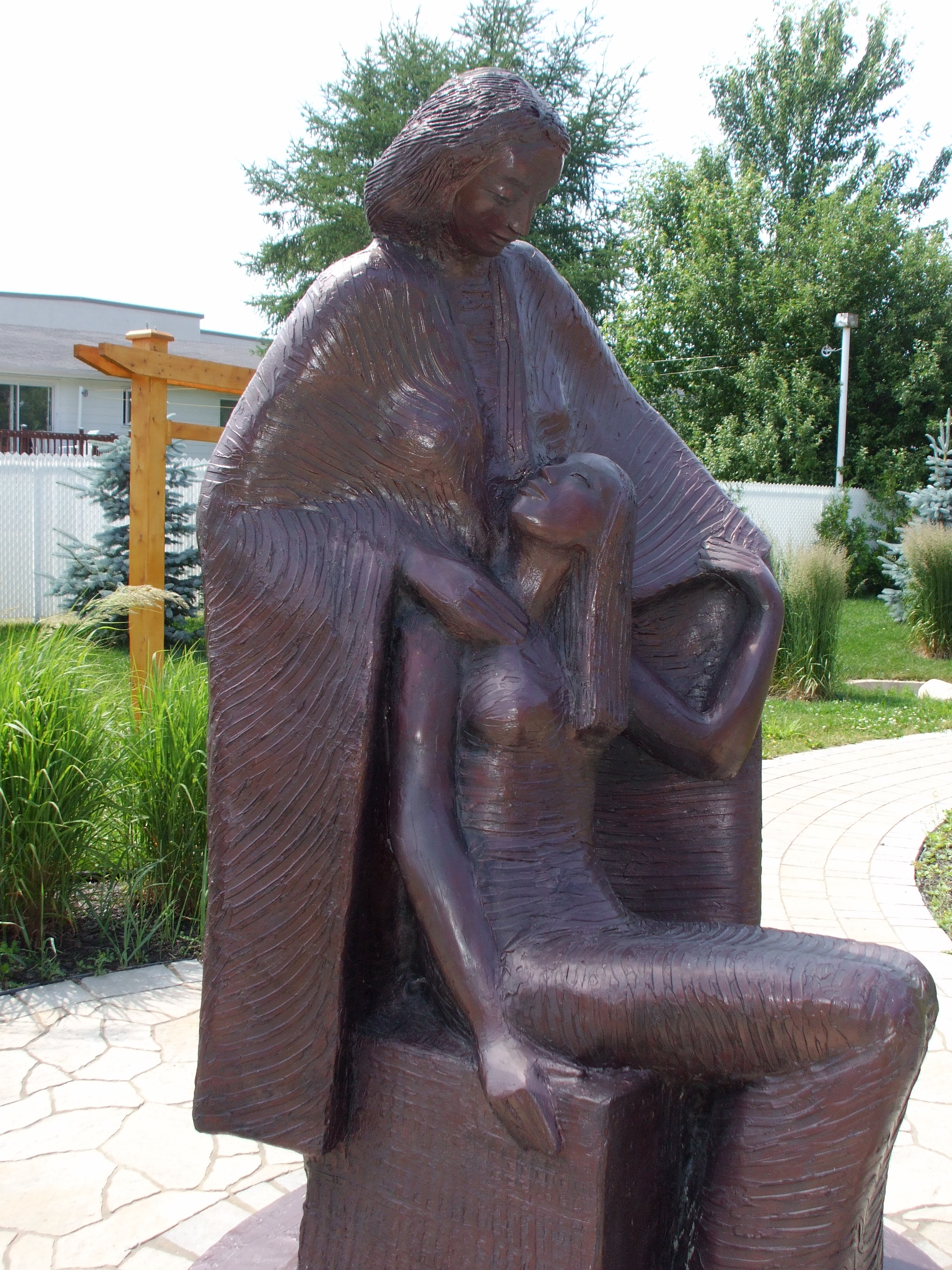
La Consolante, érigé dans la cour intérieure de la Maison Marie-Élisabeth à Rimouski
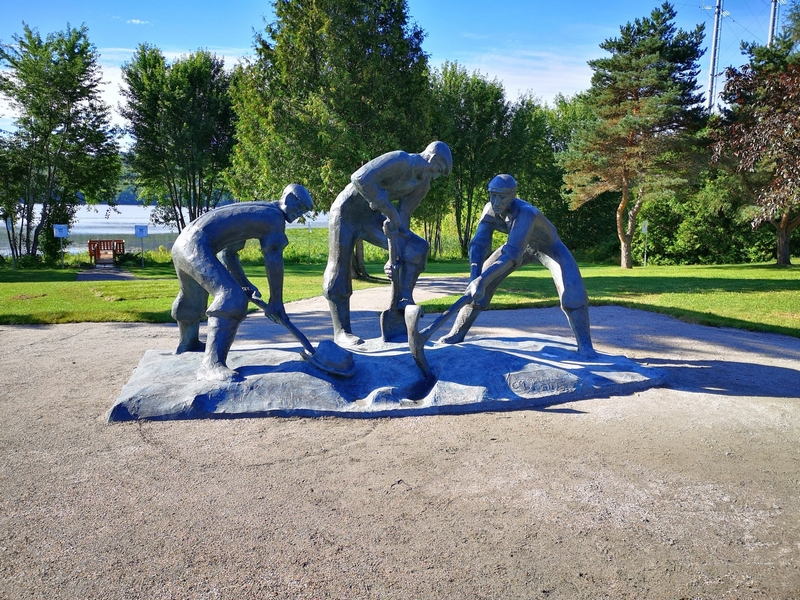
Sculpture intitulée Les Fondateurs, implantée au parc Matha-Constantineau à Notre-Dame-de-Pontmain, lors  de son 125e anniversaire en 2019